# Regiões da cidade de São José do Rio Preto
Esta é uma página que aborda as regiões da cidade de São José do Rio Preto. Localizada no Noroeste Paulista, a cidade contém cerca 469 173 habitantes, de acordo com o último censo, e 918 016 habitantes se considerarmos toda a sua região metropolitana. Possui, aproximadamente, 432 bairros de acordo com o Guia Mais. Dentre estes bairros, estão divididas as suas regiões - HB, Vila Toninho, Schmidt, Represa, Bosque, Talhado, Central, Cidade da Criança, Pinheirinho e Ceu.

## HB
Região localizada na parte Sul da cidade e Oeste, em direção à Bady Bassit. Reconhecida por ser uma das regiões mais privilegiadas, compondo condomínios de luxo, como o Débora Cristina e a Quinta do Golfe, e sua avenida principal - a Brigadeiro Faria Lima, além do Rio Preto Shopping Center, o Plaza Avenida Shopping e o Shopping Iguatemi; sem desconsiderar o Hospital de Base - referência de saúde na cidade. Onde também está localizado o Estádio Anísio Haddad, o Rio Pretão, casa do Rio Preto. 

## Vila Toninho
Localizado abaixo da Represa Municipal, carrega o nome de seu principal bairro - Vila Toninho, além de chácaras. Região das estâncias, a região é na zona leste . 

## Schmitt
Região sul onde se localiza o Distrito de Engenheiro Schmitt, um dos distritos da cidade, além da Estância Eden Leste.

## Represa
Região da Represa que é região leste tem como principal avenida a Nadima Damha, além dos bairros São Deocleciano, Jardim Yolanda, São Miguel, Rios d'Itália e etc. Região também privilegiada envolvendo os condomínios Gaivota, Damhas, Jardim Seixas e Village Damhas.

## Bosque
Região na zona norte  que abrange o Bosque Municipal, além da Unesp de São José do Rio Preto. Entre os bairros, estão o Jardim Nazaré, João Paulo I e II, Cavalari, Vila Elmaz e região.

## Talhado
Região extremo norte em que se localiza outro dos dois distritos da cidade - Talhado. 

## Central
Região que vai desde o centro da cidade, pegando o Boa Vista, o Novo Aeroporto, Imperial, Redentora, Santos Dummond, São Vicente, Maceno etc. Local que pertencem os bairros mais antigos da cidade, além das principais avenidas - Bady Bassit e Alberto Andaló. Aqui se localiza o Estádio Benedito Teixeira, o Texeirão, casa do América. 

## Cidade da Criança
Região onde se concentra o polo industrial da cidade, sendo que compõe o Distrito Industrial, São José Operário e Vila Itália,Zona Oeste da cidade, e bairros da região dos bairros Residencial Nato Vetorasso, Parque das Aroeiras,zona oeste, e Eldorado.

## Pinheirinho
Localizado em uma parte da zona norte da cidade, tem como principal avenida a Mirassolândia, além do maior bairro da cidade - Solo Sagrado. Inclui o Complexo Esportivo Pinheirinho. 

## Céu
Também localizado numa parte da zona norte da cidade, é onde estão o Parque da Cidadania e o Parque Nova Esperança, além de outros bairros.